# Odivelas (freguesia)
Odivelas és una freguesia portuguesa del municipi d'Odivelas, amb 5,02 km² d'àrea i 59.662 habitants (al cens del 2021). La seua densitat demogràfica és de 11.884,8 h/km².

## Història

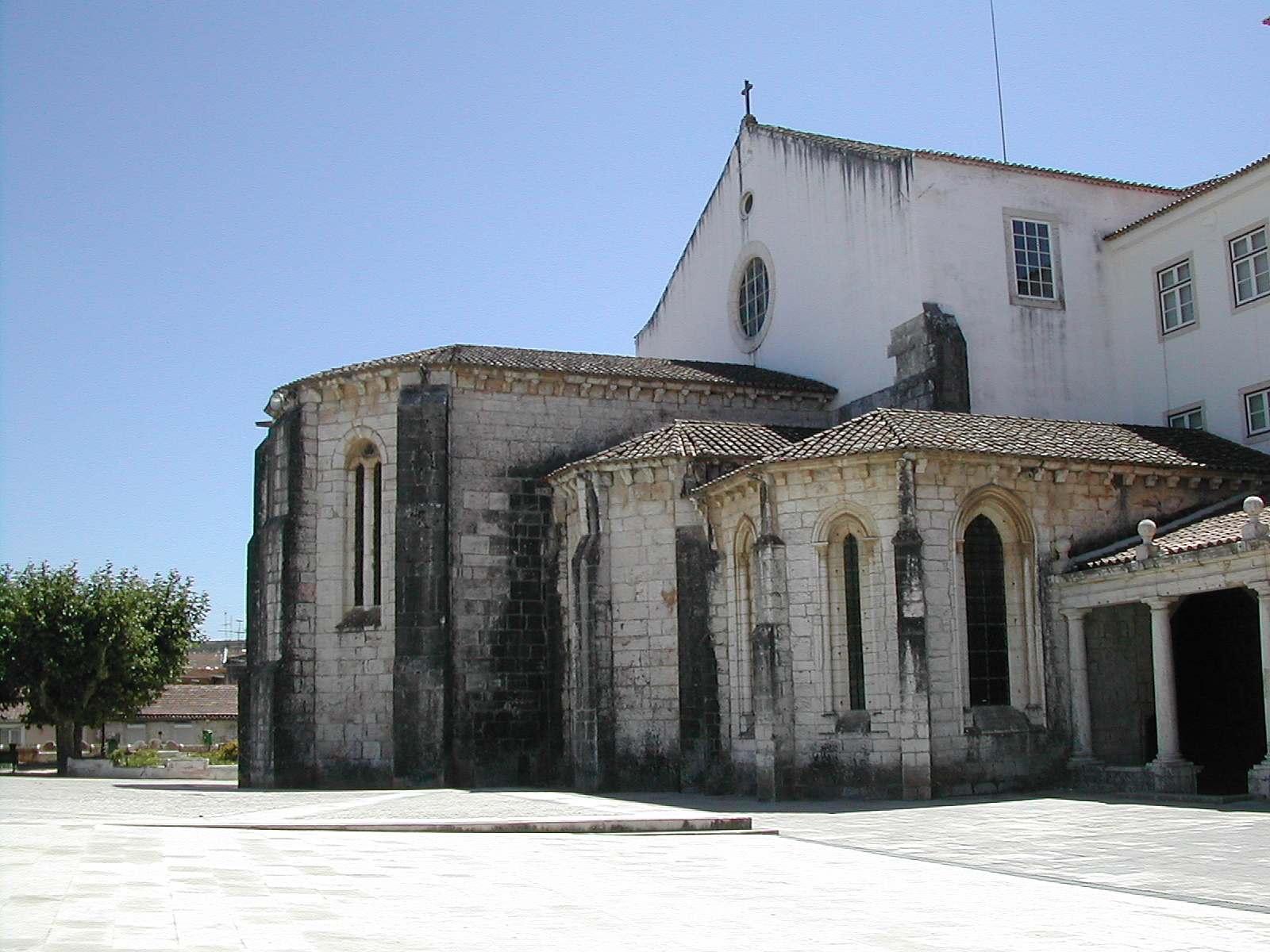
Monestir de Sâo Dinis

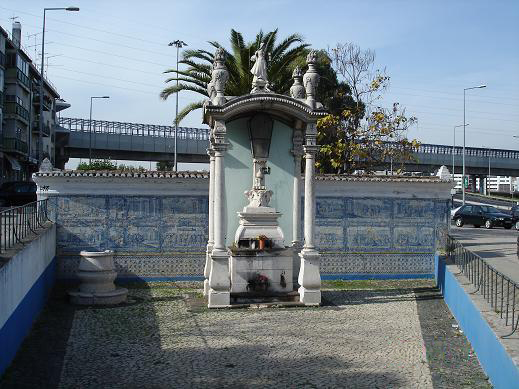
Pedró del Senhor Roubado

Destaca entre el patrimoni construït de la freguesia el Monestir de S. Dinis i S. Bernardo, manat alçar per Dionís I, en què hi ha les restes mortals d'aquell monarca, així com el Memorial d'Odivelas, monument nacional, que figura en les armes de la ciutat, i el Pedró del Senhor Roubado. En aquesta ciutat sembla també haver mort, segons la versió de Gomes Eanes de Azurara, la reina Felipa de Lancasterper la pesta, el 1415 (segons altres cronistes, hauria mort a Sacavém).
Odivelas formà part del terme de Lisboa fins al 1852. Després fou integrada al municipi de Belém i, suprimit aquest el 1885, en el d'Olivais. L'any següent (1886), per extinció d'aquest municipi, acabaria sent inclosa en el de Loures.
Fou elevada la vila (junt amb la població de Moscavide, també del municipi de Loures) el 3 d'abril del 1964, pel decret núm. 45637, i a ciutat el 10 d'agost del 1990, per la llei núm. 38/90, i fou seu del municipi el 18 de novembre del 1998 (llei núm. 84/98, de 18 de novembre), per separació de Loures. Fins a juliol del 2001, el seu nom oficial era Odivelas (Lumiar i Carnide).
Zona essencialment residencial, Odivelas esdevingué, dels anys 60 del segle xx ençà, una de les freguesies més populoses. Cobrint prop de 18 km² i amb una població que arribà a sobrepassar els 80.000 habitants, era la freguesia més populosa de Portugal i una de les més populoses d'Europa, però es dividí per a Carnaxide. D'Odivelas se'n separaren les freguesies de Pontinha el 1985, i les de Famões i Ramada el 1989, seguint una tendència que es verificava en la resta del municipi de Loures, d'aproximar electors i electes, amb la creació de noves entitats politicoadministratives. Malgrat de la separació d'aquestes freguesies, el nombre d'habitants es va mantenir relativament elevat (per sobre dels 50.000), raó per la qual ocasionalment es parla en una nova divisió de la ciutat.
El 2008, el creixement de la ciutat d'Odivelas prossegueix.
Pel que fa a la creació del municipi, fa anys que és una aspiració de les freguesies del municipi de Loures situades a l'àrea sud-oest i directament relacionades amb Odivelas. La mala distribució de les inversions dutes a terme pel municipi de Loures, que perjudicarien aquesta àrea del municipi (rodalia d'Odivelas) feren créixer un sentiment autonomista, que fou l'origen del MOC (Moviment Odivelas a Concelho (Municipi)), i que culminà en la creació del municipi d'Odivelas, el 19 de novembre del 1998 (Llei núm. 84/98 de 14 de Desembre).
L'actual president de la Junta de Freguesia d'Odivelas, triat el 29 de setembre de 2013, és Nuno Gaudêncio, triat pel PS. L'executiu funciona en coalició amb el PPD/PSD.

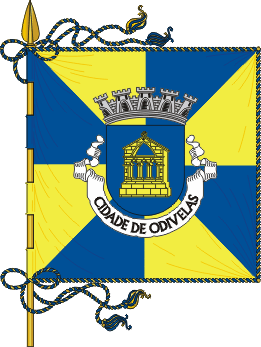
Bandera i blasó d'Odivelas

## Reorganització administrativa
S'ha proposat la creació de dues noves freguesies -Arroja i Pombais (Projecte de Llei nº 94/VIII). Però, al contrari de les freguesies ja separades, aquestes dues àrees es troben dintre els límits urbans de la ciutat d'Odivelas.

## Patrimoni
- Memorial d'Odivelas
- Monestir de Sâo Dinis i Sâo Bernardo d'Odivelas
- Església del Santíssim Nom de Jesús o Església Parroquial d'Odivelas
- Palauet del carrer Dr. Alexandre Braga i logradouro
- Pedró del Senhor Roubado

## Personalitats il·lustres
- Nélson Évora
- Naide Gomes
- Cláudia Vieira i Pedro Teixeira